# جيمس هوبان
جيمس هوبان (بالإنجليزية: James Hoban)‏ (و. 1762 – 1831 م) هو مهندس معماري من جمهورية أيرلندا. ولد في مقاطعة كيكني.
توفي في واشنطن العاصمة، عن عمر يناهز 69 عاماً.

## أعمال بارزة
من أهم أعماله:
- البيت الأبيض.